# Onthophagus convexus
Onthophagus convexus là một loài bọ cánh cứng trong họ Bọ hung (Scarabaeidae).